# Poetry for the Poisoned
Poetry for the Poisened este cel de-al nouălea album de studio lansat de formația americană Kamelot. Acesta a fost lansat cu ajutorul casei de discuri earMUSIC, o subdiviziune a lui Edel, pe 10 septembrie 2010 în Europa, iar patru zile mai târziu, în America de Nord de către casa proprie de discuri a formației, KMG Înregistrări.
Acesta este ultimul album vocalistul și compozitorul Roy Khan, care a părăsit formația in 201, și primul cu originalul basist Sean Tibbetts, care a părăsit trupa in 1992, înainte de a lansa formația primul album și s-a întors în 2009, după 17 ani.
Un videoclip a fost înregistrat pentru piesa "The Great Pandemonium" și a fost lansat pe canalul oficial de YouTube al formației pe 6 septembrie.

## Listă melodii
| Nr. | Titlu                                                              | Durată |
| --- | ------------------------------------------------------------------ | ------ |
| 1.  | "The Great Pandemonium" (cu Björn "Speed" Strid)                   | 4:24   |
| 2.  | "If Tomorrow Came"                                                 | 3:58   |
| 3.  | "Dear Editor"                                                      | 1:18   |
| 4.  | "The Zodiac" (cu Jon Oliva și Amanda Somerville)                   | 4:00   |
| 5.  | "Hunter's Season" (cu Gus G.)                                      | 5:34   |
| 6.  | "House on a Hill" (cu Simone Simons)                               | 4:14   |
| 7.  | "Necropolis"                                                       | 4:16   |
| 8.  | "My Train of Thoughts"                                             | 4:08   |
| 9.  | "Seal of Woven Years"                                              | 5:13   |
| 10. | "Poetry for the Poisoned, Pt. I: Incubus"                          | 2:57   |
| 11. | "Poetry for the Poisoned, Pt. II: So Long" (cu Simone Simons)      | 3:24   |
| 12. | "Poetry for the Poisoned, Pt. III: All is Over" (cu Simone Simons) | 1:03   |
| 13. | "Poetry for the Poisoned, Pt. IV: Dissection"                      | 2:00   |
| 14. | "Once Upon a Time"                                                 | 3:45   |

## Personal

### Membrii formației
- Roy Khan – vocalist
- Thomas Youngblood – chitară
- Sean Tibbetts – chitară bas
- Casey Grillo – baterie
- Oliver Palotai – clape

### Invitați[17]
- Simone Simons[18] (Epica) - voce pe "House on a Hill" și "Poetry for the Poisoned, Pt. II-III"
- Bjorn "Speed" Strid (Soilwork) - țipete pe "The Great Pandemonium"
- Jon Oliva (Savatage, Jon Oliva's Pain, Trans-Siberian Orchestra) - voce pe "The Zodiac"
- Gus G. (Firewind, Ozzy Osbourne) - chitară solo pe "Hunter's Season"
- Amanda Somerville[19] - corul vocal pe "Poetry for the Poisoned, Pt. I-IV" și voce pe "The Zodiac".
- Sascha Paeth - chitare suplimentare
- Miro - clape suplimentare și orchestrație